# Lepanthes pectinata
Lepanthes pectinata är en orkidéart som beskrevs av Carlyle August Luer. Lepanthes pectinata ingår i släktet Lepanthes och familjen orkidéer.
Artens utbredningsområde är Venezuela. Inga underarter finns listade i Catalogue of Life.